# 南カリマンタン州
南カリマンタン州（みなみカリマンタンしゅう、インドネシア語: Kalimantan Selatan）は、インドネシアの州。州都はバンジャルマシン。インドネシア領カリマンタン島（ボルネオ島のインドネシア側）にある5つの州のひとつ。州の人口は、2020年の国勢調査でおよそ408万人。

## 歴史
- 2021年1月 - 集中豪雨により洪水のため十数人が死亡、数万人が避難した[3]。

## 行政区分
南カリマンタン州は11の県と2つの市部に分けられている。
県-(県都)
1. コタバル県（英語版） - (コタバル（インドネシア語版）)
2. タナ・ブムブ県（英語版） - (バトゥリシン（インドネシア語版）)
3. タナ・ラウト県（英語版） - (プルイハリ（インドネシア語版）)
4. バンジャル県（英語版） - (マルタプラ（英語版）)
5. バリト・クアラ県（英語版） - (マラバハン（インドネシア語版）)
6. タピン県（英語版） - (ランタウ（インドネシア語版）)
7. 南フル・スンガイ県（英語版） - (カンダンガン（英語版）)
8. 中部フル・スンガイ県（英語版） - (バラバイ（英語版）)
9. 北フル・スンガイ県（英語版） - (アムンタイ（インドネシア語版）)
10. バランガン県（英語版） - (パリンギン（インドネシア語版）)
11. タバロン県（英語版） - (タンジュン（インドネシア語版）)

市
1. バンジャルバル（英語版）
2. バンジャルマシン